# كورتيس إل. والر
كورتيس إل. والر (بالإنجليزية: Curtis L. Waller)‏ هو قاضي ومحامي أمريكي، ولد في 9 يناير 1887 في سيلفر كريك في الولايات المتحدة، وتوفي في 11 يوليو 1950.